# 맥도날드의 역사
맥도날드의 역사에 관한 내용이다.
미국의 패스트푸드 레스토랑 체인인 맥도날드는 1940년 리처드와 모리스 맥도널드 형제에 의해 설립되었으며, 이후 매출 기준으로 세계 최대의 레스토랑 체인으로 성장했다. 맥도널드 형제는 샌버너디노에서 바비큐를 판매하기 시작했다. 그러나 햄버거가 대중에게 더 인기를 얻었고 사업 모델은 카홉 드라이브인 스타일의 레스토랑으로 전환되었다. 1940년대부터 1950년대 중반까지 형제는 유명한 골든 아치를 통합하는 등 사업을 확장했고, 마침내 레이 크로크가 그들의 작은 사업을 오늘날 잘 알려진 상업적으로 성공한 기업으로 탈바꿈시켰다. 크로크는 형제들을 설득하여 더 많은 셀프서비스 사업 모델로 전환하고 전국적으로 확장하도록 했다.
크로크와 맥도널드 형제는 몇 년 동안 함께 일했지만, 맥도날드라는 브랜드가 나아가야 할 방향에 대한 비전 차이가 극에 달했다. 크로크는 1961년 맥도널드 형제에게 사업을 넘기는 데 얼마를 원하느냐고 물었고, 형제들은 270만 달러에 합의했다. 해리 J. 손번과 크로크는 손번이 1967년 사임할 때까지 함께 일했다. 1970년대에 맥도날드는 국제적으로 확장되었고, 현재는 전 세계 대부분의 국가에 매장을 두고 있다. 맥도날드는 세계에서 가장 큰 민간 고용주 중 하나로 운영된다. 현재 CEO는 크리스토퍼 J. 켐프친스키이다. 연간 약 260억 달러의 수익을 올리고 있다.

2018년부터 사용된 맥도날드 로고

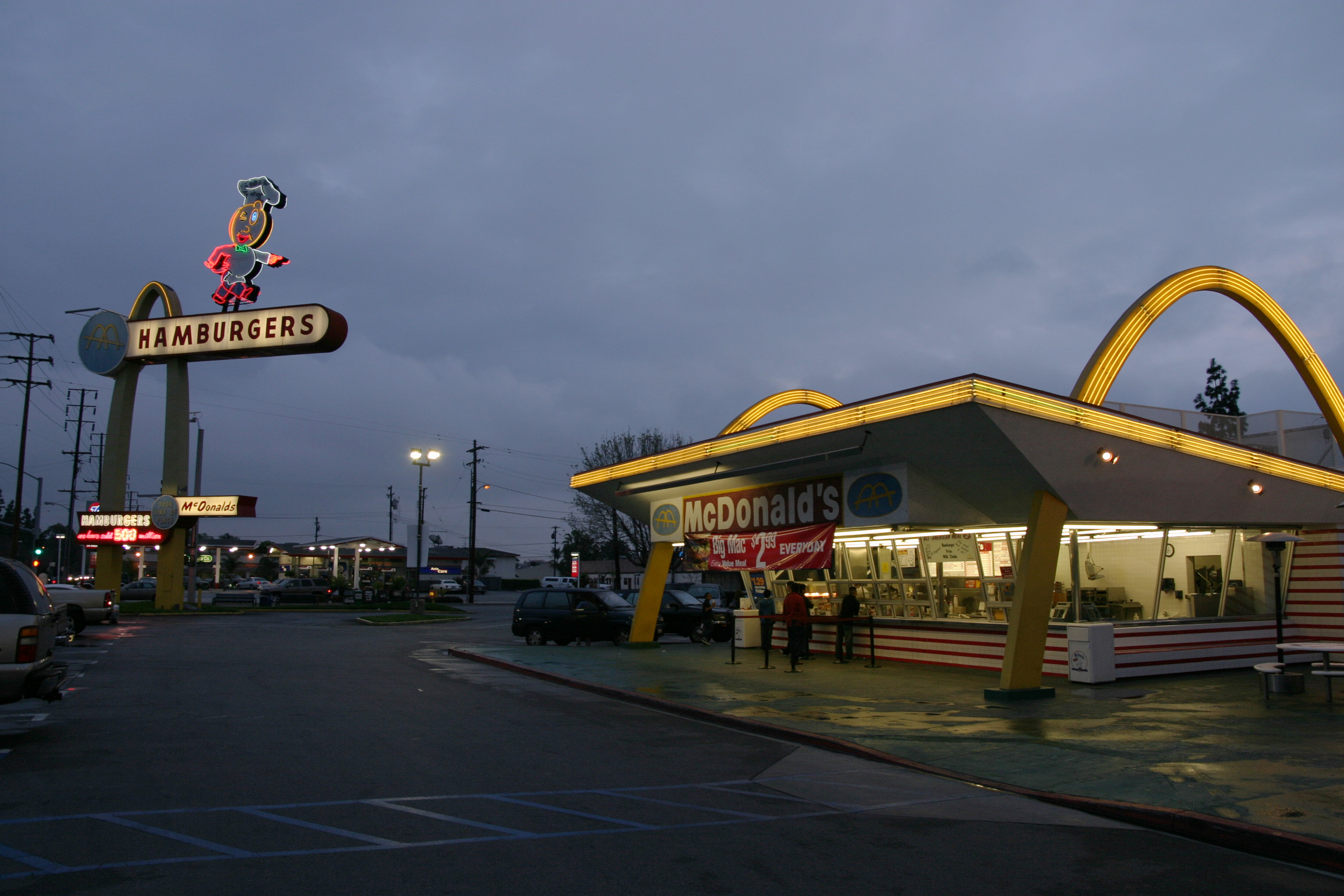
2007년 3월 다우니의 레이크우드와 플로렌스 애비뉴에 위치한 가장 오래된 운영 중인 맥도날드는 이 체인의 세 번째 레스토랑이었고, 골든 아치를 사용하여 지어진 두 번째 레스토랑이었다.

## 맥도날드 가족의 시대
맥도날드는 1940년대 캘리포니아주에서 맥도널드 형제에 의해 설립되었다. 첫 레스토랑을 열기 전, 맥도날드 가족 구성원들은 캘리포니아주 전역에서 여러 사업을 함께 운영했다. 1937년, 먼로비아의 66번 국도에 오렌지 주스 가게가 문을 열었다. 이 가게가 리처드와 모리스 맥도널드 형제("딕"과 "맥")에 의해 운영되었는지,(p. 61) 아니면 그들의 아버지 패트릭이 열었고 형제들이 나중에 사업에 합류했는지에 대해서는 자료가 엇갈린다.(p. 206) 1940년, 맥도날드 형제는 샌버너디노에서 바비큐 가게를 열었다.
맥도날드 형제는 1940년 5월 15일 캘리포니아주 샌버너디노에 첫 맥도날드 레스토랑을 열었다. 원래는 카홉 드라이브인 시스템을 사용하여 고객에게 서비스를 제공했다. 초기 메뉴는 바비큐를 중심으로 했으며, 형제가 사업에 사용한 첫 이름은 "맥도날드 페이머스 바비큐"였다. 1948년, 맥도날드 형제는 대부분의 이익이 햄버거 판매에서 나온다는 것을 깨달았다. 그들은 성공적인 카홉 드라이브인을 폐쇄하고 햄버거, 치즈버거, 감자 칩, 커피, 아이스크림, 청량음료, 사과 파이만으로 구성된 간단한 메뉴로 효율적인 시스템을 구축했다.
1952년 4월, 형제는 효율성 향상과 눈길을 끄는 외관이라는 두 가지 목표를 달성하기 위해 완전히 새로운 건물이 필요하다고 결정했다. 그들은 건축가 추천을 모았고 최소 4명과 인터뷰한 후, 인근 폰타나에서 활동하는 스탠리 클라크 메스턴을 선택했다. 형제와 메스턴은 새로운 건물 디자인에 긴밀하게 협력했다. 그들은 맥도날드 집 뒤 테니스 코트에 모든 장비의 실제 치수를 분필로 그리는 등(메스턴의 조수 찰스 피시와 함께) 필요한 추가 효율성을 달성했다.
새로운 디자인은 반짝이는 빨간색과 흰색 세라믹 타일, 스테인리스 스틸, 밝은 색의 판금 및 유리 표면, 깜빡이는 빨간색, 흰색, 노란색, 녹색 네온사인, 그리고 네온으로 장식된 두 개의 25피트 높이 노란색 판금 아치("골든 아치"라고 디자인 단계에서 명명됨)로 많은 주목을 받았다. 도로변에는 세 번째로 작은 아치형 간판에 스피디라는 이름의 통통한 캐릭터가 요리사 모자를 쓰고 위를 가로지르는 모습이 애니메이션 네온으로 장식되어 있었다. 형제는 식사 공간의 난방을 줄이고, 고객이 음식 바로 위에 앉도록 고정되고 비스듬한 좌석을 배치하고, 사회화를 줄이기 위해 좌석 간 거리를 두며, 고객이 식사 중 음료를 들고 있도록 강제하는 원뿔 모양 컵을 사용하는 등 고객이 더 빨리 식사하고 레스토랑에 오래 머물지 않도록 여러 가지 기술을 구현했다.
1953년 말, 메스턴의 디자인 도안만 손에 들고 형제는 프랜차이즈 가맹점을 찾기 시작했다. 그들의 첫 번째 가맹점은 제너럴 페트롤리엄 코퍼레이션의 유통업자였던 닐 폭스였다. 폭스의 가게는 메스턴의 골든 아치 디자인이 적용된 첫 번째 가게로, 1953년 5월 피닉스의 4050 노스 센트럴 애비뉴와 인디언 스쿨 로드에 문을 열었다. 비용은 1,000달러(1953년 2022년 기준 $9,700에 해당에 해당)의 고정 수수료였다. 그의 레스토랑은 남부 캘리포니아 건축가 스탠리 클라크 메스턴과 그의 조수 찰스 피시가 만든 맥도날드 형제의 골든 아치 표준화된 디자인을 처음으로 사용한 곳이었다. 폭스가 "맥도날드"라는 이름을 사용한 것은 형제들에게 놀라움이었다. 그들의 가맹점 중 하나(캘리포니아 노스 할리우드의 찰스 콕스)는 1953년부터 1965년까지 "피크스"라는 이름을 사용했지만, 다른 모든 가맹점은 "맥도날드"였다.
그들의 두 번째 가맹점은 폭스의 처남 로저 윌리엄스와 버데트 "버드" 랜던 팀으로, 둘 다 제너럴 페트롤리엄에서 일했다. 윌리엄스와 랜던은 1953년 8월 18일 다우니의 10207 레이크우드 블러바드에 그들의 가게를 열었다. 다우니 지점은 가장 오래 살아남은 맥도날드 레스토랑이다.

레이 크로크는 1954년 이 체인에 합류하여 궁극적으로 전 세계적인 프랜차이즈로 성장시켰고, 이를 세계에서 가장 성공적인 패스트푸드 기업으로 만들었다.

## 레이 크로크의 합류
1954년, 프린스 캐슬 브랜드 멀티믹서 밀크셰이크 기계 판매업자였던 레이 크로크는 맥도날드 형제가 샌버너디노 레스토랑에서 자신의 기계 8대를 사용하고 있다는 사실을 알게 되었다. 그의 호기심이 자극되어, 직접 레스토랑을 방문하기 위해 캘리포니아로 날아갔다. 맥도날드 형제는 6개의 프랜차이즈 지점을 운영하고 있었다.
맥도날드의 방식이 성공의 비결이라고 믿은 크로크는 형제들에게 미국 전역에 레스토랑 프랜차이즈를 내라고 제안했다. 형제들은 셀프서비스 방식이 더 춥고 비가 많이 오는 기후에서 성공할 수 있을지에 대해 회의적이었다. 또한, 샌버너디노에서 번창하는 사업과 이미 운영 중이거나 계획된 프랜차이즈 때문에 전국적인 사업을 위험에 빠뜨리는 것을 꺼려했다. 크로크는 다른 지역에 새로운 프랜차이즈를 설립하는 주요 책임을 맡겠다고 제안했다. 그는 맥도날드 형제가 이미 라이선스를 받은 캘리포니아와 애리조나의 일부 지역을 제외하고 전국에 맥도날드 레스토랑을 세울 권리를 가지고 시카고 외곽의 집으로 돌아갔다. 형제들은 총매출의 0.5%를 받기로 했다.

### 손번 모델과 부동산 소유로의 전환
1956년, 레이 크로크는 테이스티 프리즈의 전 재무 부사장이었던 해리 J. 손번을 만났는데, 그는 크로크의 맥도날드 사업 계획의 성장과 투자 등급을 가속화할 아이디어를 제시했다. 그것은 미래의 프랜차이즈가 건설될 부동산을 소유하는 것이었다. 크로크는 손번을 고용했고, 그의 계획은 맥도날드의 부동산을 소유하기 위한 별도의 회사인 프랜차이즈 부동산 회사를 설립함으로써 실행되었다. 이 신설 회사는 토지와 건물 모두에 대한 임대 계약을 체결하고 모기지를 확보했으며, 이 비용을 프랜차이즈 가맹점에게 20~40%의 마진과 950달러로 줄어든 초기 보증금으로 전가했다. 프랜차이즈 내 부동산 소유의 "손번 모델"은 오늘날까지 지속되고 있으며, 회사 역사상 가장 중요한 재무 결정일 수 있다. 맥도날드의 현재 부동산 보유액은 대차대조표상 377억 달러를 차지하며, 이는 회사 자산의 약 99%이자 연간 총수익의 35%에 해당한다.

## 1960년대
1960년까지 맥도날드 레스토랑은 연간 5천 6백만 달러의 매출을 올렸다. 교외화와 주간고속도로 체계와 함께 미국 자동차 사용의 증가가 맥도날드의 성공에 큰 기여를 했다. 1961년, 회사의 비전에 대한 크로크와 창업 형제들의 갈등이 고조되었고, 그는 그들에게 사업을 자신에게 완전히 넘기는 데 얼마를 원하는지 물었다. 형제들은 270만 달러(2021년 기준 2,340만 달러)를 요구했는데, 크로크는 그 돈이 없었다. 해리 J. 손번이 그에게 돈을 마련해 주었고, 크로크는 회사에 대한 창업 형제들의 지분을 매입했다. 이 매입은 회사를 IPO에 대비시키고 맥도날드를 국내 최고의 패스트푸드 체인으로 만드는 기반을 다졌다. 회사가 매각된 정확한 과정은 알려져 있지 않다. 2016년 전기 영화 파운더에서는 크로크의 적대적 인수로 묘사되지만, 이러한 묘사는 논란의 여지가 있으며, 당시 인터뷰에서는 더 자발적인 전환이었음을 시사한다.
크로크와 손번은 회사의 확장에 대해 의견이 달랐고, 이로 인해 손번은 1967년 사임했다. 크로크는 CEO 겸 사장직을 맡았다.
1968년, 허먼 페티라는 남성이 맥도날드 프랜차이즈를 받은 첫 아프리카계 미국인이 되었다. 이는 흑인 민권 운동 직후에 이루어졌으며, 아프리카계 미국인들이 맥도날드에 사업적으로 처음 진출한 것으로 비공식적으로 인정되었다.
1960년대 맥도날드의 성공은 주로 회사의 능숙한 마케팅과 고객 수요에 대한 유연한 대응 덕분이었다. 1962년에는 "사람들을 사로잡는 생선"이라고 홍보된 필레오피시 샌드위치가 출시되었다. 1967년에는 펜실베이니아주 유니온타운에 있는 맥도날드 프랜차이즈 소유자 짐 델리가티가 빅맥을 만들었고, 이듬해 맥도날드 전국 메뉴에 추가되었다.

## 1970년대

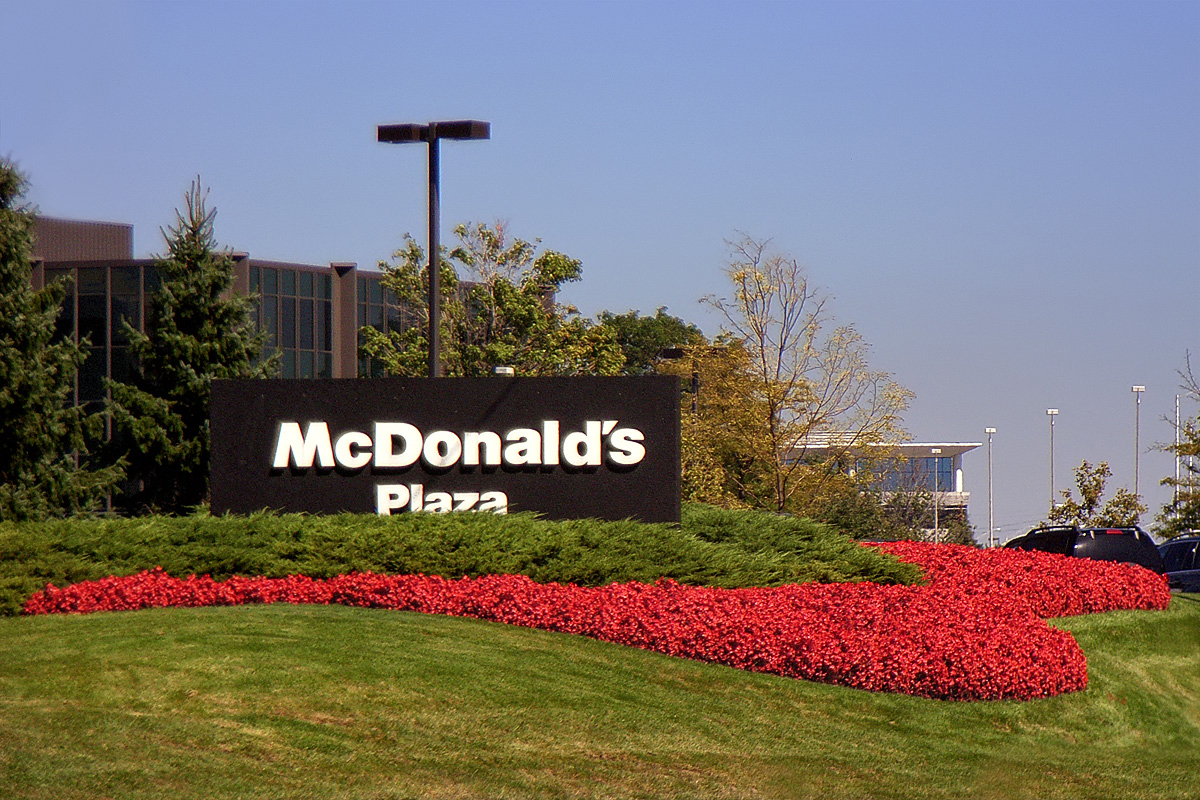
1971년부터 2018년까지 본사였던 오크 브룩 (일리노이주)의 맥도날드 플라자

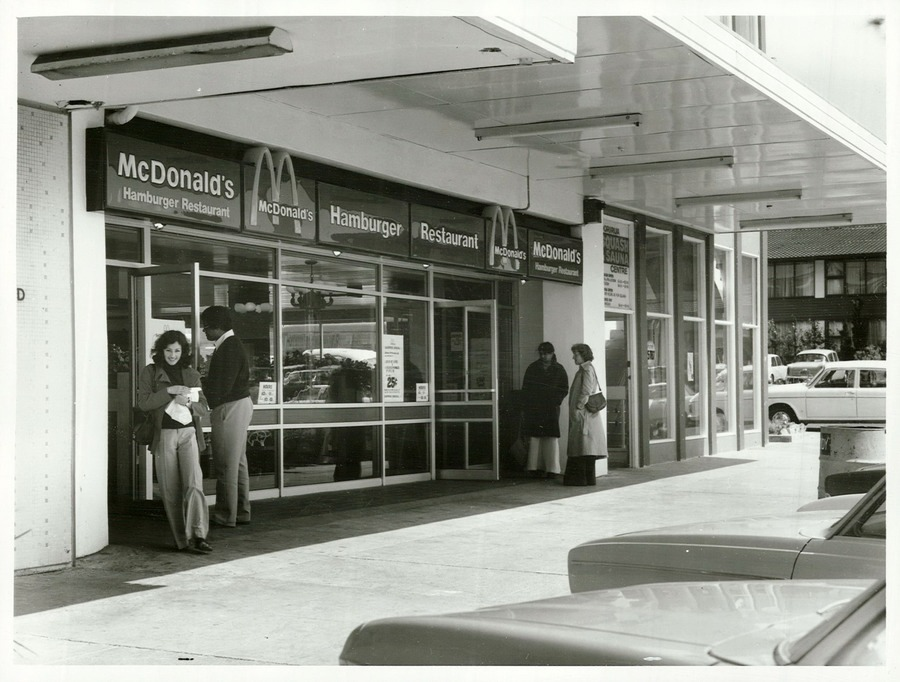
1976년 9월 포리루아에 있는 뉴질랜드 최초의 맥도날드 레스토랑

1970년, 북미 외 지역에 첫 레스토랑이 코스타리카 산호세에 문을 열었다. 1971년, 맥도날드는 네덜란드 잔담에 첫 유럽 레스토랑을 열었다. 아시아 최초의 레스토랑은 1971년 7월 도쿄도에, 같은 해 12월에는 당시 서독이었던 뮌헨–오버기싱에 첫 독일 레스토랑이 문을 열었다. 오세아니아 최초의 레스토랑은 1971년 오스트레일리아 야구나에 문을 열었다.
회사의 경이로운 국제적 성장에 대해 약간의 회의론이 있었다. 월리와 휴 모리스가 1974년 뉴질랜드에 맥도날드를 들여오기 위해 회사에 접근했을 때, 크로크는 뉴질란드 방문을 언급하며 "사람이 없다... 내 인생에서 이보다 더 죽은 듯한 곳은 없었다"고 말하며 단호히 거절했다. 같은 해, 맥도날드는 영국에 진출하여 런던 남동부 울리치에 레스토랑을 열었다. 모리스 형제는 마침내 1975년 5월 프랜차이즈 허가를 받았다. 그들은 플랜트 장비 수입에 드는 높은 비용을 상쇄하기 위해 미국에 뉴질랜드 치즈를 판매하는 조건으로 회사와 협상을 벌였다. 뉴질랜드 최초의 레스토랑은 1976년 6월 웰링턴 근처의 포리루아에 문을 열었으며, 회사가 예상했던 것보다 훨씬 더 큰 성공을 거두었다.
1972년, 전국 흑인 맥도날드 운영자 협회(NBMOA)가 설립되었다. 맥도날드 프랜차이즈를 받은 첫 아프리카계 미국인 허먼 페티는 이 협회를 설립하는 데 도움을 주었고, 곧 이 협회는 회사 내 흑인들의 목소리를 대변하는 역할을 하게 되었다.
1979년, 동남아시아 최초의 맥도날드 레스토랑이 싱가포르 오차드로드의 리앗 타워스에 문을 열었다.

## 1980년대
말레이시아의 첫 맥도날드 매장은 1982년 4월 29일 잘란 부킷 빈탕에 문을 열었다.
1985년 10월 29일, 멕시코 최초의 맥도날드 레스토랑이 멕시코시티 페드레갈에 문을 열었다.
1984년, 회사는 1984년 하계 올림픽을 위한 프로모션을 진행하면서 "미국이 이기면 당신도 이긴다"라고 말하며 미국이 메달을 딸 때마다 무료 음식 품목을 약속했다. 그러나 소련이 보이콧을 조직했고, 최소한의 경쟁으로 미국은 174개의 메달을 획득하며 압도적인 승리를 거두었다. 6,000개 이상의 매장에서 물품 부족 현상이 발생했고, 회사는 얼마나 많은 돈을 잃었는지 인정하지 않았지만, 수백만 달러에 달하는 것으로 추정된다.
1988년, 일본 맥도날드는 도쿄의 3개 매장에서 선불 카드를 도입했다. 결제를 더 빠르게 하기 위해 1,000엔, 3,000엔, 5,000엔 권종의 카드를 제공했다.

## 1990년대
첫 맥도날드 익스프레스 매장은 1991년에 문을 열었다. 이들은 주로 조립식 건물이나 도시 상점에 지어진 소규모 모델로, 밀크셰이크나 쿼터 파운더와 같은 특정 메뉴 항목은 제공하지 않는다.

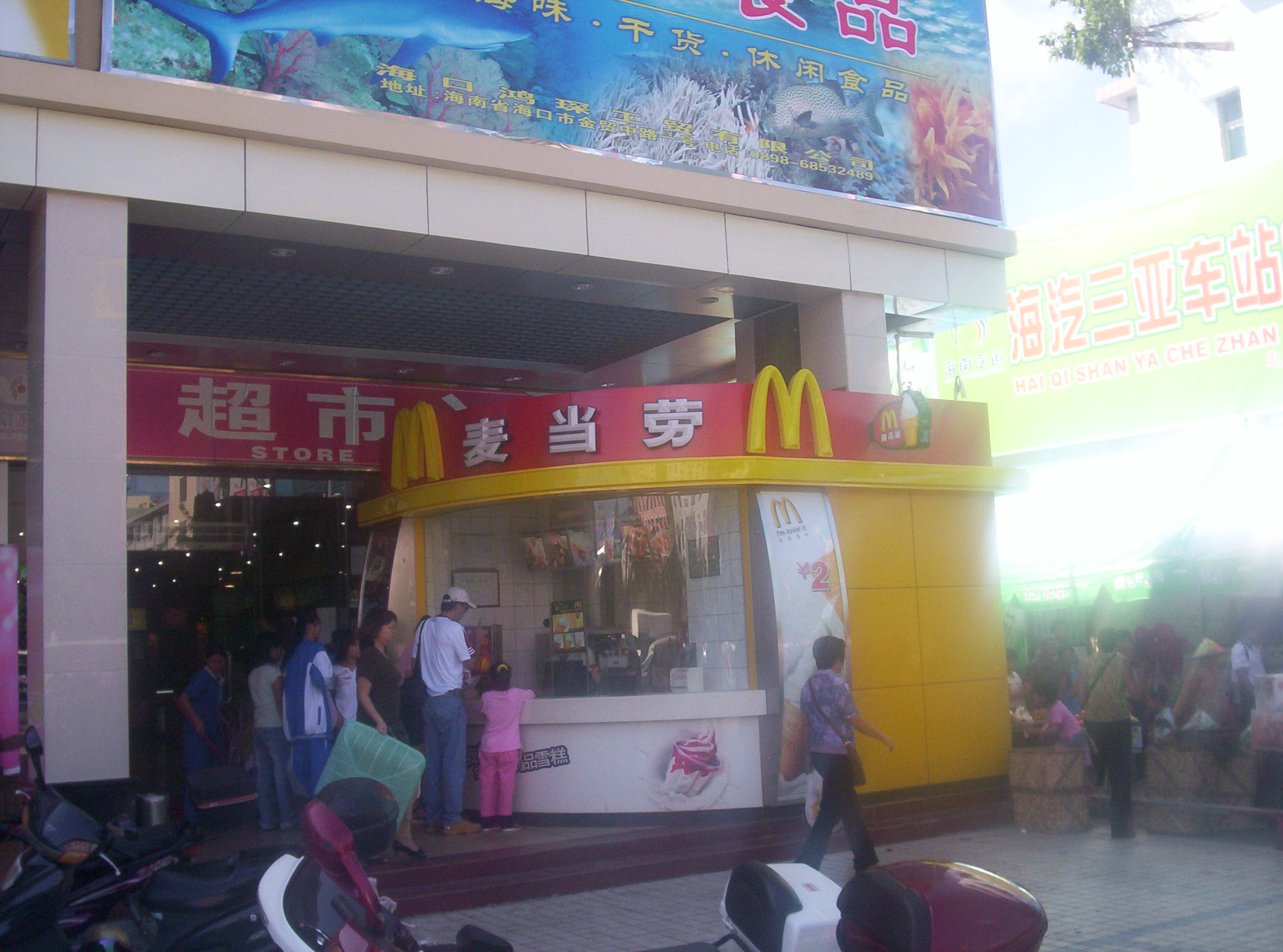
2005년 12월 중국 하이난성 싼야시에 있는 맥도날드 음료/아이스크림 매대

중국 본토의 첫 맥도날드는 1990년 10월 둥먼에 문을 열었다.
햄버거, 감자튀김, 음료 세트 메뉴인 엑스트라 밸류 밀(Extra Value Meal)은 1993년부터 쥬라기 공원 연계 프로모션의 일환으로 도입되었다.
1992년 4월 28일과 29일, 타이완 맥도날드 폭탄 테러가 대만의 여러 맥도날드 레스토랑 내부 또는 인근에서 공갈 시도의 일환으로 폭탄이 설치되어 발생했으며, 이로 인해 경찰관 1명이 사망하고 어린이 2명을 포함한 민간인 4명이 부상을 입었으며, 대만 내 모든 57개 맥도날드 지점이 일시적으로 폐쇄되었다.
일주일 후인 5월 7일, 캐나다 노바스코샤주 시드니 리버에서 시드니 리버 맥도날드 살인 사건이 발생했다. 직원 데릭 우드와 공범 2명이 강도 행각을 벌이다 실패하여 직원 3명을 살해하고, 머리에 총을 맞은 직원 1명은 영구 장애를 입었다.
1992년 10월 12일, 마크 홉킨스는 맨체스터 아른데일 맥도날드 매장에서 감전사했다.
일본 맥도날드의 1,000번째 매장은 1993년 9월에 문을 열었다. 회사는 골든 아치와 맥도날드 캐릭터가 새겨진 티셔츠와 면 기모노를 판매하는 기념품 가게를 열고 세가 엔터프라이즈와 함께 로널드 맥도날드가 등장하는 비디오 게임을 출시하여 매출을 늘릴 계획이다.
1997년, 볼리비아의 첫 맥도날드 매장이 산타크루스데라시에라에 문을 열었다. 2002년 11월, 맥도날드는 국민과 정부의 문화적 거부감, 특히 프랜차이즈 아르코스 도라도스의 손실로 인해 그 나라의 모든 지점을 폐쇄했고, 2002년 11월 30일부로 볼리비아 시장에서 철수하여 볼리비아와 쿠바를 맥도날드가 없는 유일한 라틴 아메리카 국가로 만들었다. 폐쇄 직후, 경쟁 체인인 버거킹이 그 매장들을 인수했다.
맥도날드는 1990년대에 피자 옵션을 제공했다.

## 2000년대
1990년대가 끝난 후, 미국 외 지역에 11,000개 이상의 맥도날드 지점이 문을 열었다. 2000년, 그레이터 디트로이트의 디어본 (미시간주)에 있는 맥도날드 매장은 미시간주 최초이자 미시시피강 동쪽에서는 유일하게 할랄 음식을 무슬림 고객들에게 제공했다.

## 2010년대
2012년 1월, 회사는 2011년 매출이 270억 달러로 사상 최고치를 기록했으며, 전 세계적으로 2,400개 레스토랑이 리모델링 되고 1,300개의 새로운 레스토랑이 문을 열 것이라고 발표했다.
2010년대 중반, 레스토랑은 수익 감소로 어려움을 겪기 시작했다. 이에 대응하여 맥도날드는 2015년부터 아침 메뉴 중 일부를 하루 종일 제공하기 시작했다. 처음에는 프랜차이즈 가맹점들이 서비스 속도가 느려진다고 주장하여 인기가 없었다. 그러나 이 계획은 CNBC가 회사의 4분기 수익이 "애널리스트 예상치를 쉽게 넘어섰다"고 보도하면서 효과를 보았다.
2016년 7월 22일, 뮌헨에서 총기 난사 사건이 발생했다. 18세 독일-이란계 남성 다비드 존볼리가 이민자들이 자주 찾는 맥도날드 레스토랑에서 총격을 가한 후, 거리의 구경꾼들에게, 그리고 올림피아 쇼핑몰에서 총격을 가한 다음 자살했다. 9명이 사망하고, 16명 이상이 부상을 입었다.

## 2020년대
2022년 3월 8일, 맥도날드는 12일 전의 러시아의 우크라이나 침공에 대응하여 러시아 내 850개 모든 지점의 운영을 중단했다. 이는 다른 서방 기업들의 유사한 결정과 비판자들의 압력에 따른 조치이다. 이 브랜드는 2022년 6월 12일 현지 프랜차이즈 가맹점주 알렉산드르 고보르에 의해 '프쿠스노 이 토치카'(Вкусно и точка, 맛있고 그게 다야)로 다시 출시되었다.